# Emily Shinner
Emily Shinner (Cheltenham, 7 luglio 1862 – 17 luglio 1901) è stata una violinista inglese, fondatrice di un quartetto d'archi composto da tutte donne.

## Biografia
Suo padre, Arthur Shinner, era a capo della Cheltenham Original Brewery e musicista dilettante e sostenne la sua educazione musicale. Dall'età di sette anni prese lezioni di musica. Studiò alla Royal Academy of Music, e nel 1874 andò a Berlino per studiare con Heinrich Jacobsen, allievo di Joseph Joachim. In seguito studiò con lo stesso Joachim, la prima donna a farlo.
Il debutto a Londra, dopo aver completato i suoi studi, avvenne nel 1882 alla Kensington Town Hall, suonando le Sonata per violino n. 1 di Brahms e altre opere. Un critico scrisse: "Il suo modo di suonare, oltre ad essere perfetto sotto ogni aspetto tecnico, è caratterizzato da uno straordinario grado di intelligenza e di vera raffinatezza artistica" (The Pall Mall Gazette, 12 giugno 1882).
Nel febbraio 1884 sostituì Wilma Norman-Neruda, che non stava bene, in un quartetto in un concerto "Pops" del sabato nella St James's Hall; l'evento ebbe successo e la fece conoscere al pubblico.  Suonò a Londra al Crystal Palace, alla Prince's Hall e alla Queen's Hall e tenne concerti in altre città dell'Inghilterra.

### Quartetto d'archi
Insegnò violino al Ladies' Department del King's College di Londra. Con le colleghe del King's College, fondò un quartetto d'archi nel 1886. The Musical World riferì: "Una novità unica nel suo genere a Londra, e probabilmente altrove, ha aggiunto una nuova fase alla nostra vita musicale sotto forma di un quartetto d'archi composto interamente da donne". Un critico scrisse nel 1889: "Lo 'Shinner Quartet' è ambizioso; il suo repertorio sembra includere le opere più moderne e quelle standard dei grandi maestri" . Il quartetto si esibì a Londra e altrove in Inghilterra. Nel giugno 1897 la Shinner cedette la guida del quartetto a Gabriele Wietrowetz.

### Famiglia
La Shinner sposò, nel 1888, il capitano Augustus Frederick Liddell. Ebbero tre figli: Cecil Frederick Joseph Liddell (1890-1952), David Edward Liddell (1891-1961) e Guy Maynard Liddell (1892-1958).